# Filmjahr 2010
Liste der Filmjahre

◄◄ | ◄ | 2006 | 2007 | 2008 | 2009 | Filmjahr 2010 | 2011 | 2012 | 2013 | 2014 | ► | ►►

Weitere Ereignisse

## Top 10 der erfolgreichsten Filme

### In Deutschland
Die zehn erfolgreichsten Filme an den deutschen Kinokassen nach Besucherzahlen:
| Platz | Filmtitel                                          | Besucher  |
| ----- | -------------------------------------------------- | --------- |
| 1.    | Harry Potter und die Heiligtümer des Todes: Teil 1 | 5.670.068 |
| 2.    | Rapunzel – Neu verföhnt                            | 3.923.374 |
| 3.    | Eclipse – Bis(s) zum Abendrot                      | 3.710.149 |
| 4.    | Inception                                          | 3.426.456 |
| 5.    | Alice im Wunderland                                | 2.968.430 |
| 6.    | Sex and the City 2                                 | 2.569.498 |
| 7.    | Ich – Einfach unverbesserlich                      | 2.496.640 |
| 8.    | Für immer Shrek                                    | 2.431.844 |
| 9.    | Kindsköpfe                                         | 2.097.177 |
| 10.   | Sherlock Holmes                                    | 1.731.301 |

### In Österreich
Die zehn erfolgreichsten im Jahr 2010 angelaufenen Filme an den österreichischen Kinokassen nach Besucherzahlen:
| Platz | Filmtitel                                          | Besucher |
| ----- | -------------------------------------------------- | -------- |
| 1.    | Rapunzel – Neu verföhnt                            | 557.798  |
| 2.    | Harry Potter und die Heiligtümer des Todes: Teil 1 | 528.282  |
| 3.    | Alice im Wunderland                                | 526.814  |
| 4.    | Für immer Shrek                                    | 445.754  |
| 5.    | Eclipse – Bis(s) zum Abendrot                      | 400.032  |
| 6.    | Kindsköpfe                                         | 364.582  |
| 7.    | Inception                                          | 322.890  |
| 8.    | Sex and the City 2                                 | 302.083  |
| 9.    | Ich – Einfach unverbesserlich                      | 300.289  |
| 10.   | Wenn Liebe so einfach wäre                         | 292.228  |

### In den Vereinigten Staaten
Die zehn erfolgreichsten Filme an den US-amerikanischen Kinokassen nach Einspielergebnis in US-Dollar:
| Platz | Filmtitel                                          | Einnahmen     |
| ----- | -------------------------------------------------- | ------------- |
| 1.    | Toy Story 3                                        | 415.004.880 $ |
| 2.    | Alice im Wunderland                                | 334.191.110 $ |
| 3.    | Iron Man 2                                         | 312.433.331 $ |
| 4.    | Eclipse – Bis(s) zum Abendrot                      | 300.531.751 $ |
| 5.    | Harry Potter und die Heiligtümer des Todes: Teil 1 | 295.001.070 $ |
| 6.    | Inception                                          | 292.576.195 $ |
| 7.    | Ich – Einfach unverbesserlich                      | 251.513.985 $ |
| 8.    | Für immer Shrek                                    | 238.736.787 $ |
| 9.    | Drachenzähmen leicht gemacht                       | 217.581.231 $ |
| 10.   | Rapunzel – Neu verföhnt                            | 200.821.936 $ |

### Weltweit
Die zehn weltweit erfolgreichsten Filme nach Einspielergebnis in US-Dollar:
| Platz | Filmtitel                                          | Einnahmen       |
| ----- | -------------------------------------------------- | --------------- |
| 1.    | Toy Story 3                                        | 1.063.200.000 $ |
| 2.    | Alice im Wunderland                                | 1.024.300.000 $ |
| 3.    | Harry Potter und die Heiligtümer des Todes: Teil 1 | 955.000.000 $   |
| 4.    | Inception                                          | 825.500.000 $   |
| 5.    | Für immer Shrek                                    | 752.600.000 $   |
| 6.    | Eclipse – Bis(s) zum Abendrot                      | 698.500.000 $   |
| 7.    | Iron Man 2                                         | 622.100.000 $   |
| 8.    | Rapunzel – Neu verföhnt                            | 590.700.000 $   |
| 9.    | Ich – Einfach unverbesserlich                      | 543.100.000 $   |
| 10.   | Drachenzähmen leicht gemacht                       | 494.900.000 $   |

## Filmpreise

### Berlinale
- Bester Film: Bal von Semih Kaplanoğlu
- Großer Preis der Jury: Eu când vreau să fluier, fluier von Florin Șerban
- Beste Regie: Roman Polański (Der Ghostwriter)
- Bester Schauspieler: Grigori Dobrygin und Sergei Puskepalis (How I Ended This Summer)
- Beste Schauspielerin: Shinobu Terajima (Caterpillar)

Vollständige Liste der Preisträger

### Cannes
- Goldene Palme: Uncle Boonmee erinnert sich an seine früheren Leben – Regie: Apichatpong Weerasethakul
- Große Preis der Jury: Von Menschen und Göttern – Regie: Xavier Beauvois
- Beste Regie: Mathieu Amalric (Tournée)
- Bester Darsteller: Javier Bardem (Biutiful) und Elio Germano (La nostra vita)
- Beste Darstellerin: Juliette Binoche (Copie conforme)
- Bestes Drehbuch: Lee Chang-dong (Si)

Vollständige Liste der Preisträger

### Venedig
- Goldener Löwe: Somewhere – Regie: Sofia Coppola
- Silberner Löwe – Beste Regie: Álex de la Iglesia (Balada triste de trompeta)
- Spezialpreis der Jury: Jerzy Skolimowski (Essential Killing)
- Coppa Volpi – Bester Darsteller: Vincent Gallo (Essential Killing)
- Coppa Volpi – Beste Darstellerin: Ariane Labed (Attenberg)

Liste der Wettbewerbsbeiträge

### Oscar

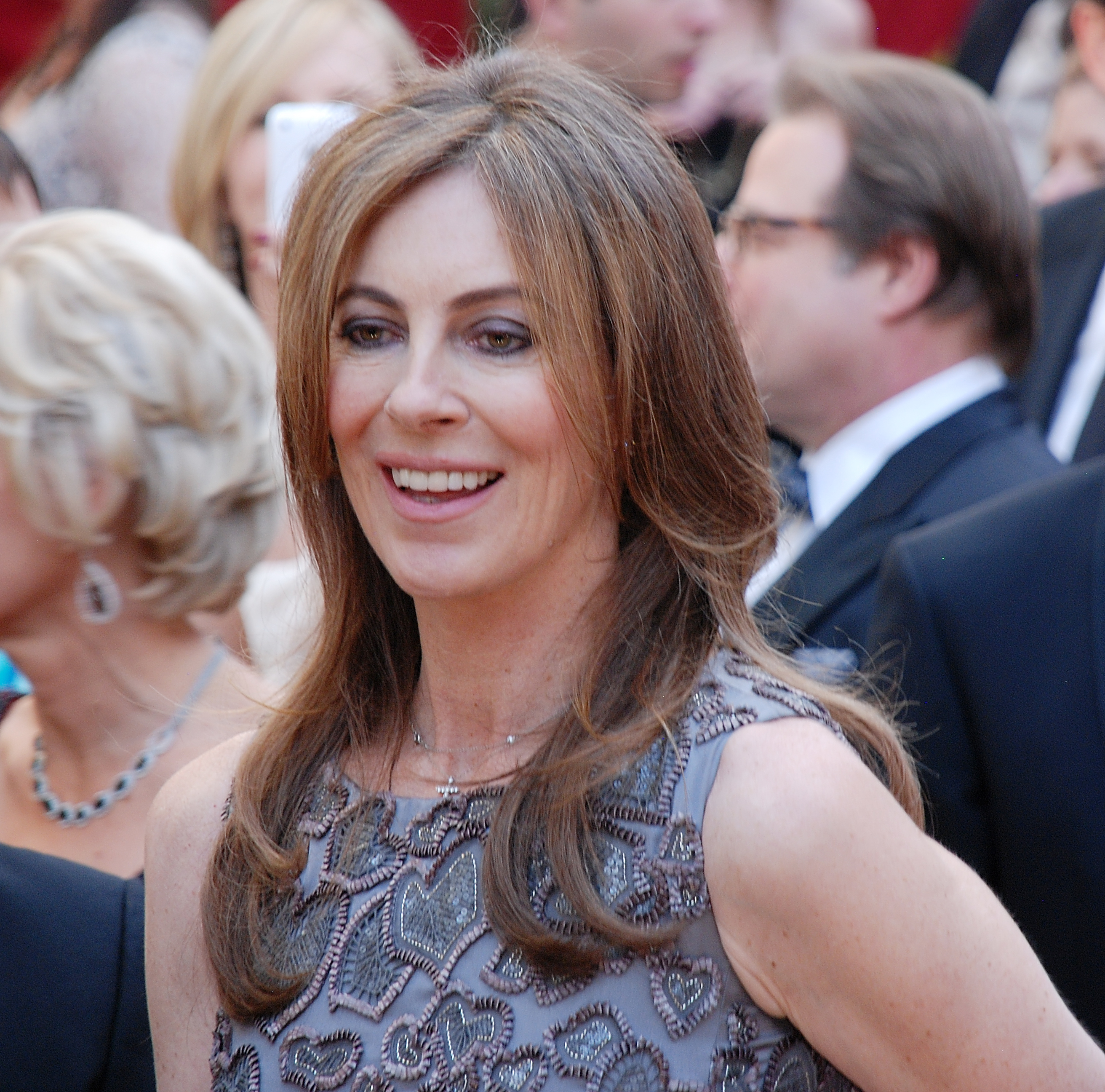
Kathryn Bigelow erhält als erste Frau den Regie-Oscar

- Bester Film: Tödliches Kommando – The Hurt Locker – Regie: Kathryn Bigelow
- Bester Regisseur: Kathryn Bigelow (Tödliches Kommando – The Hurt Locker)
- Beste Hauptdarstellerin: Sandra Bullock (Blind Side – Die große Chance)
- Bester Hauptdarsteller: Jeff Bridges (Crazy Heart)
- Bester fremdsprachiger Film: In ihren Augen (Argentinien)

Vollständige Liste der Preisträger

### Golden Globe Award
- Bester Film (Drama): Avatar – Aufbruch nach Pandora
- Bester Film (Komödie/Musical): Hangover
- Bester Regisseur: James Cameron (Avatar – Aufbruch nach Pandora)
- Beste Hauptdarstellerin (Drama): Sandra Bullock (The Blind Side)
- Beste Hauptdarstellerin (Komödie/Musical): Meryl Streep (Julie & Julia)
- Bester Hauptdarsteller (Drama): Jeff Bridges (Crazy Heart)
- Bester Hauptdarsteller (Komödie/Musical): Robert Downey Jr. (Sherlock Holmes)
- Bester fremdsprachiger Film: Das weiße Band – Eine deutsche Kindergeschichte (Deutschland)

Vollständige Liste der Preisträger

### Deutscher Filmpreis
- Bester Spielfilm: Das weiße Band – Eine deutsche Kindergeschichte – Regie: Michael Haneke
- Beste Regie: Michael Haneke (Das weiße Band)
- Bester Hauptdarsteller: Burghart Klaußner (Das weiße Band)
- Beste Hauptdarstellerin: Sibel Kekilli (Die Fremde)

Vollständige Liste der Preisträger

### Europäischer Filmpreis
- Bester europäischer Film: Der Ghostwriter – Regie: Roman Polański
- Beste Regie: Roman Polański (Der Ghostwriter)
- Bester Darsteller: Ewan McGregor (Der Ghostwriter)
- Beste Darstellerin: Sylvie Testud (Lourdes)

Vollständige Liste der Preisträger

### César
- Bester Film: Ein Prophet – Regie: Jacques Audiard
- Bester Regisseur: Jacques Audiard (Ein Prophet)
- Bester Hauptdarsteller: Tahar Rahim (Ein Prophet)
- Beste Hauptdarstellerin: Isabelle Adjani (Heute trage ich Rock!)
- Bester fremdsprachiger Film: Gran Torino (USA)

Vollständige Liste der Preisträger

### British Academy Film Award
- Bester Film: Tödliches Kommando – The Hurt Locker – Regie: Kathryn Bigelow
- Bester britischer Film: Fish Tank – Regie: Andrea Arnold
- Bester Regisseur: Kathryn Bigelow (Tödliches Kommando – The Hurt Locker)
- Beste Hauptdarstellerin: Carey Mulligan (An Education)
- Bester Hauptdarsteller: Colin Firth (A Single Man)
- Bester nicht-englischsprachiger Film: Ein Prophet (Frankreich)

Vollständige Liste der Preisträger

### Sundance
- Großer Preis der Jury (Dokumentarfilm): Restrepo von Tim Hetherington und Sebastian Junger
- Großer Preis der Jury (Spielfilm): Winter’s Bone von Debra Granik
- Publikumspreis (Spielfilm): Happythankyoumoreplease von Josh Radnor

Vollständige Liste der Preisträger

### Bayerischer Filmpreis
Die Verleihung des Bayerischen Filmpreises 2009 fand am 15. Januar 2010 statt.
- Beste Produktion: Der grosse Kater und Wüstenblume
- Beste Darstellerin: Barbara Sukowa in Vision – Aus dem Leben der Hildegard von Bingen
- Bester Darsteller: Mark Waschke in Habermann
- Beste Nachwuchsdarstellerin: Katharina Schüttler in Es kommt der Tag
- Bester Nachwuchsdarsteller: Friedrich Mücke in Friendship!
- Beste Regie: Juraj Herz für Habermann
- Beste Nachwuchsregie: Benjamin Heisenberg für Der Räuber
- Ehrenpreis: Joseph Vilsmaier

### Weitere Filmpreise und Auszeichnungen
- AFI Life Achievement Award: Mike Nichols
- ARRI-Zeiss-Preis des Filmfests München: Mother von Bong Joon-ho
- Blue Dragon Award Secret Reunion von Jang Hun
- Bodil: Antichrist von Lars von Trier
- Directors Guild of America Award: Kathryn Bigelow für Tödliches Kommando – The Hurt Locker, Norman Jewison (Lebenswerk)
- Evening Standard British Film Award: Fish Tank von Andrea Arnold
- Filmpreis des Nordischen Rates: Submarino von Thomas Vinterberg
- Gilde-Filmpreis: A Single Man (international), Das weiße Band – Eine deutsche Kindergeschichte (national), Seelenvögel (Dokumentarfilm)
- Guldbagge: Verblendung von Niels Arden Oplev
- Max-Ophüls-Preis: Schwerkraft von Maximilian Erlenwein
- National Society of Film Critics Award: Tödliches Kommando – The Hurt Locker von Kathryn Bigelow
- Polnisches Filmfestival Gdynia: Różyczka von Jan Kidawa-Błoński
- Polnischer Filmpreis: Rewers von Borys Lankosz (Bester polnischer Film), Das weiße Band – Eine deutsche Kindergeschichte von Michael Haneke (Bester europäischer Film)
- Prix Lumières: Welcome von Philippe Lioret
- Robert: Antichrist von Lars von Trier (Bester dänischer Film), Slumdog Millionär von Danny Boyle (Bester ausländischer Film ohne USA), Oben von Pete Docter (Bester US-amerikanischer Film)
- International Film Festival Rotterdam: Alamar von Pedro González-Rubio (Tiger Award)
- Screen Actors Guild Awards: Jeff Bridges für Crazy Heart und Sandra Bullock für The Blind Side; Preis für das Lebenswerk: Betty White
- Independent Spirit Awards: Precious – Das Leben ist kostbar von Lee Daniels (Bester Film) und An Education von Lone Scherfig (Bester ausländischer Film)
- Tribeca Film Festival: Die Fremde von Feo Aladağ (Bester Film), Sibel Kekilli für Die Fremde (Beste Schauspielerin)
- Writers Guild of America Award: Tödliches Kommando – The Hurt Locker von Mark Boal (Bestes Originaldrehbuch), Up in the Air von Jason Reitman und Sheldon Turner (Bestes adaptiertes Drehbuch)

## Geburtstage
- 10. März: Ryan Kiera Armstrong, US-amerikanisch-kanadische Schauspielerin
- 01. August: Jude Hill, britischer Schauspieler

## Verstorbene

### Januar bis März
Januar

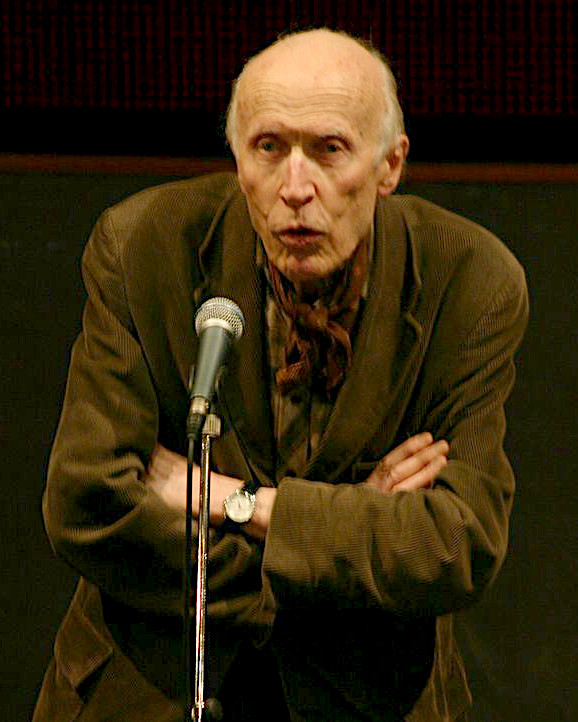
Éric Rohmer (1920–2010)

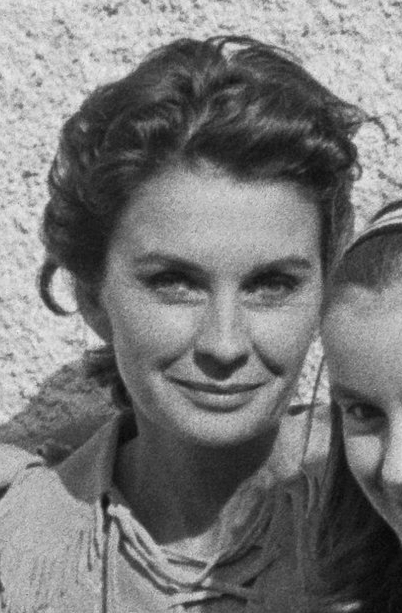
Jean Simmons (1929–2010)

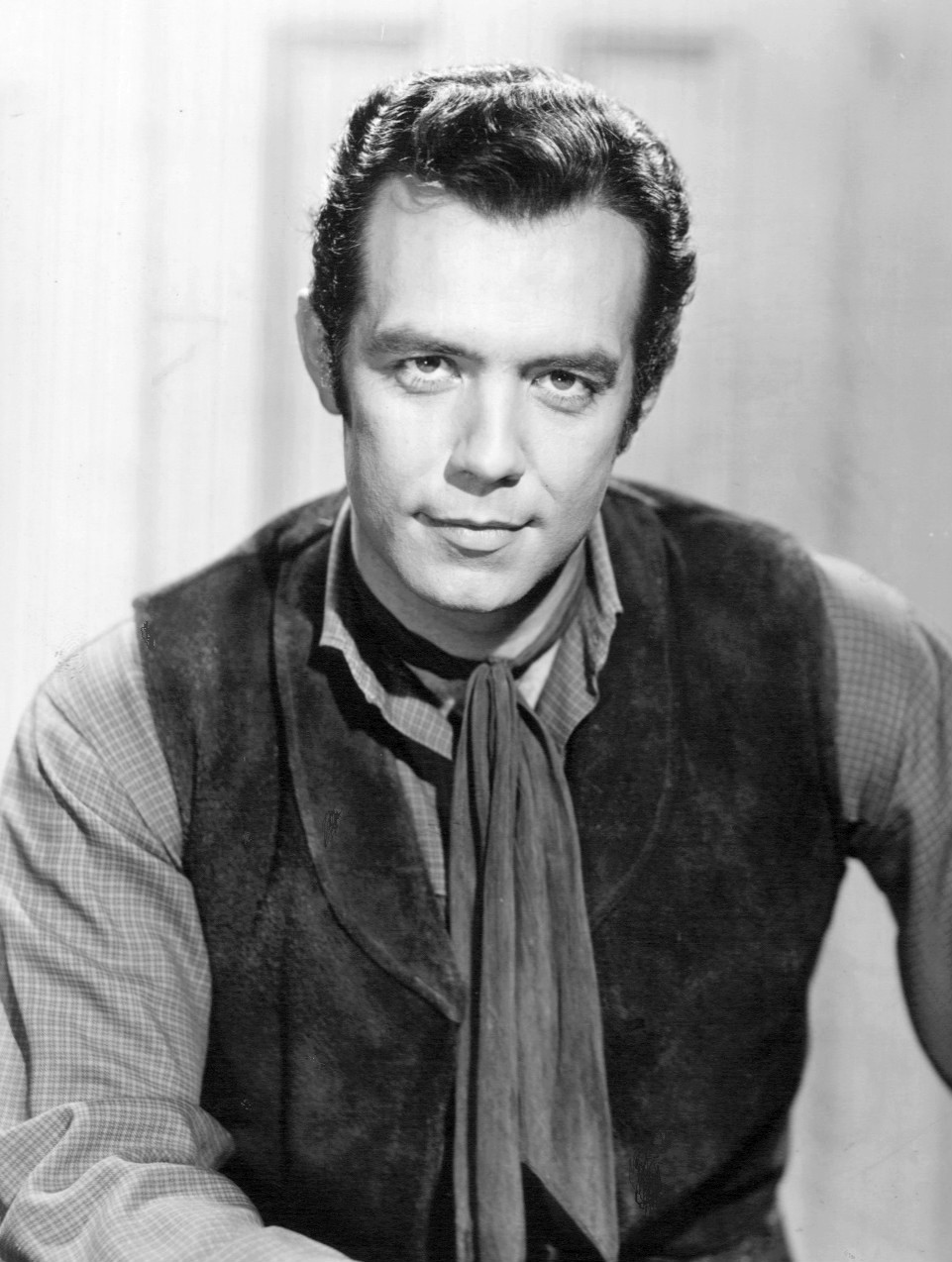
Pernell Roberts (1928–2010)

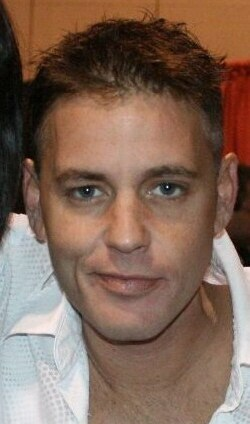
Corey Haim (1971–2010)

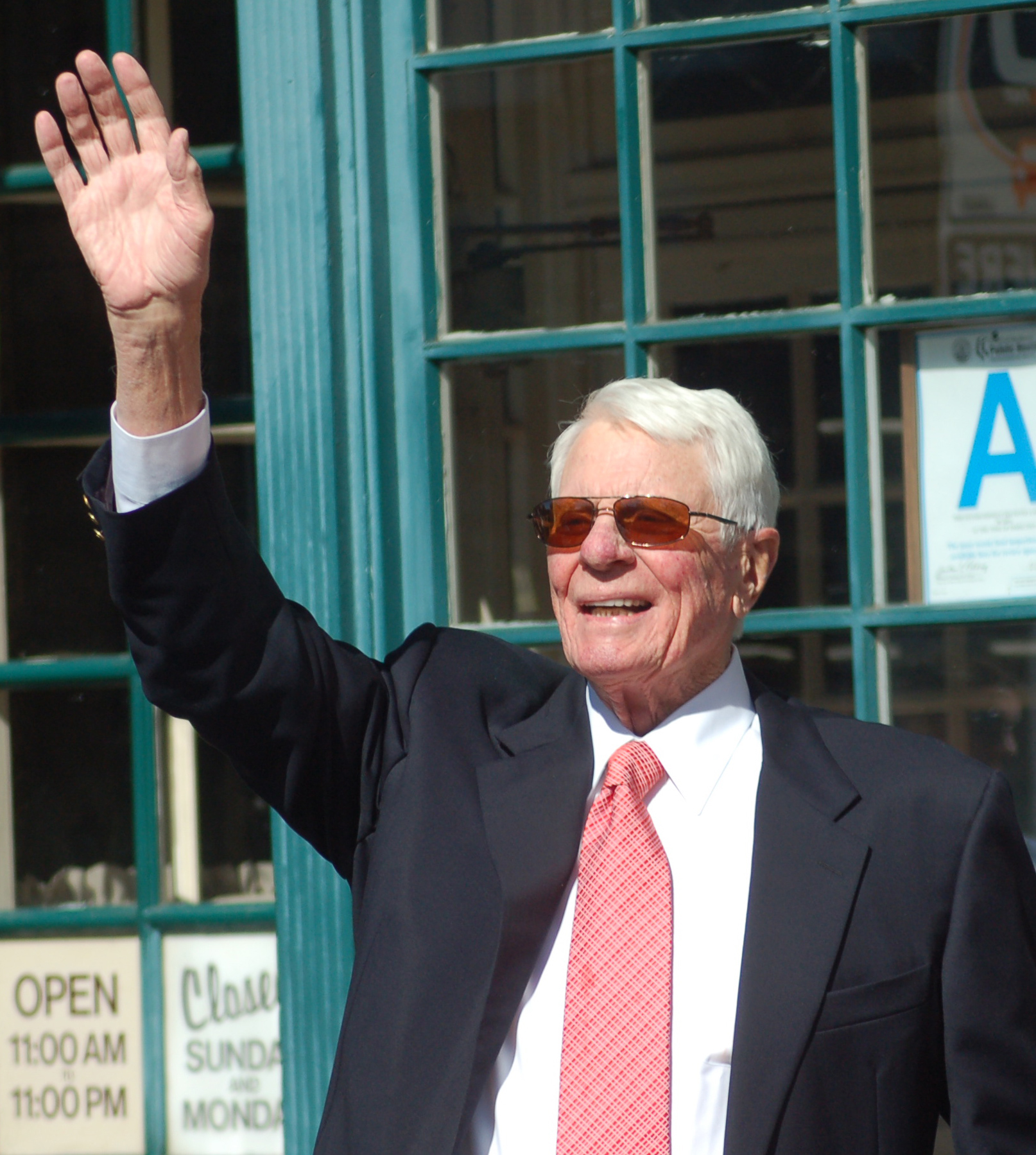
Peter Graves (1926–2010)

Fess Parker (1924–2010)

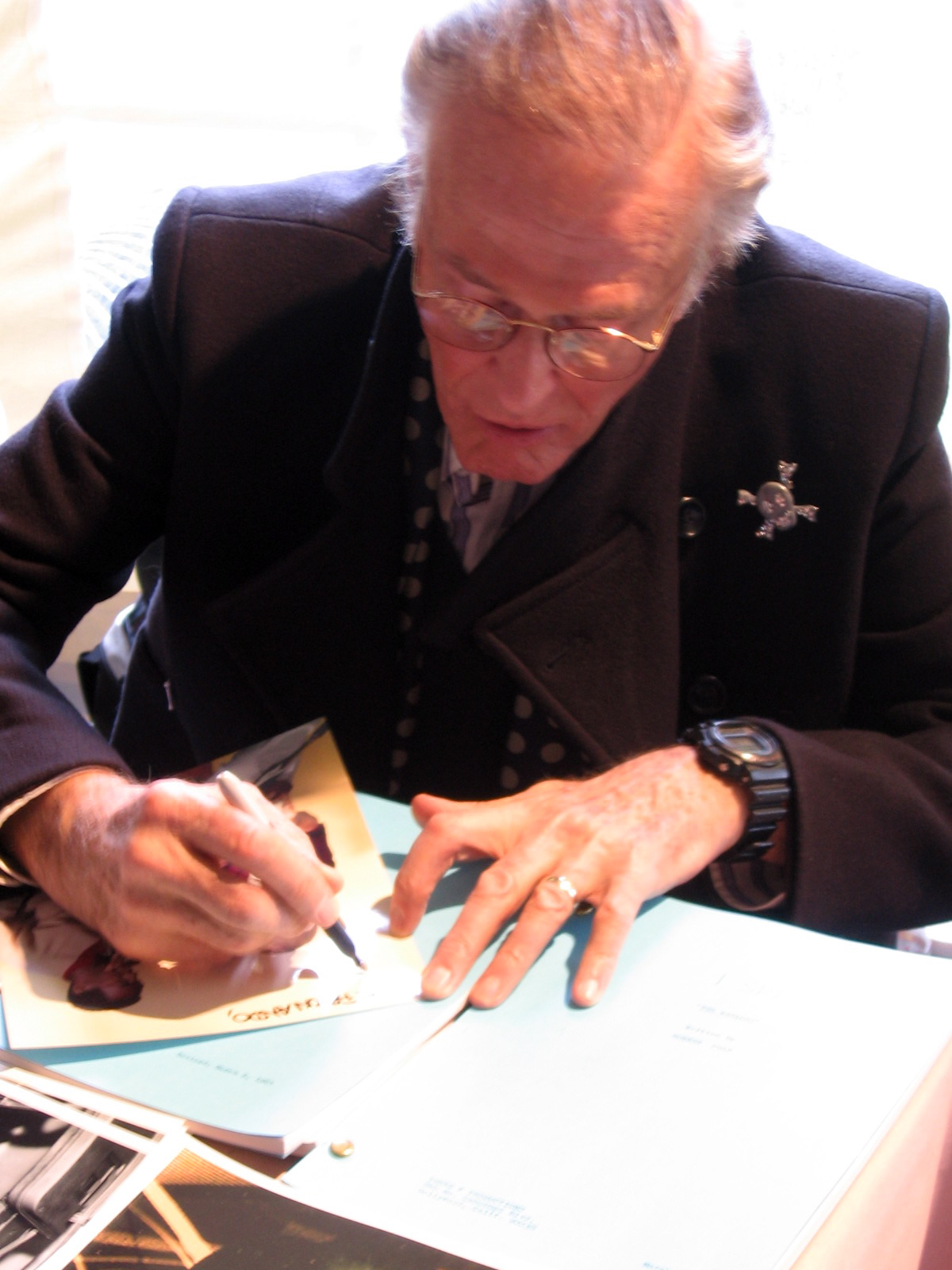
Robert Culp (1930–2010)

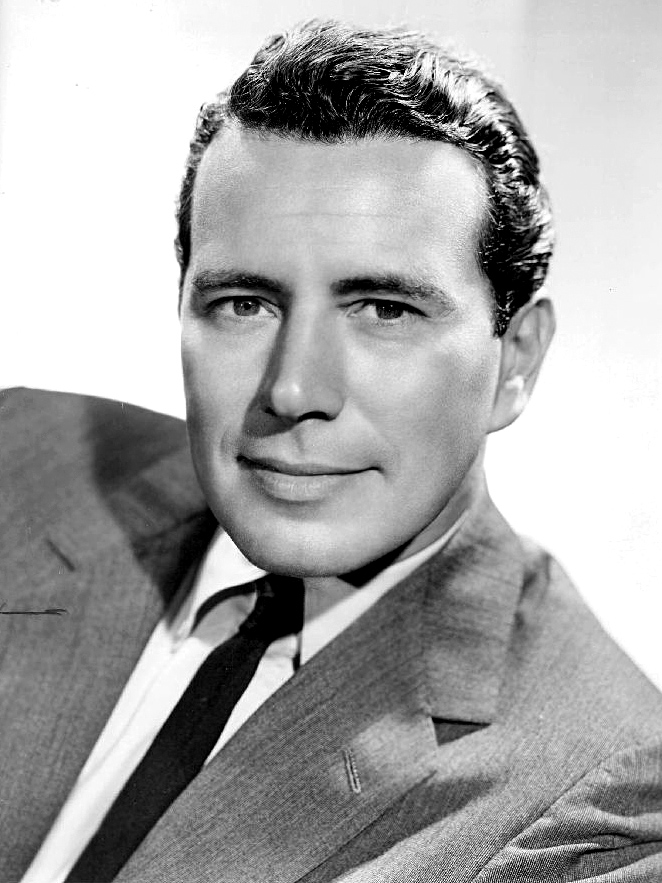
John Forsythe (1918–2010)

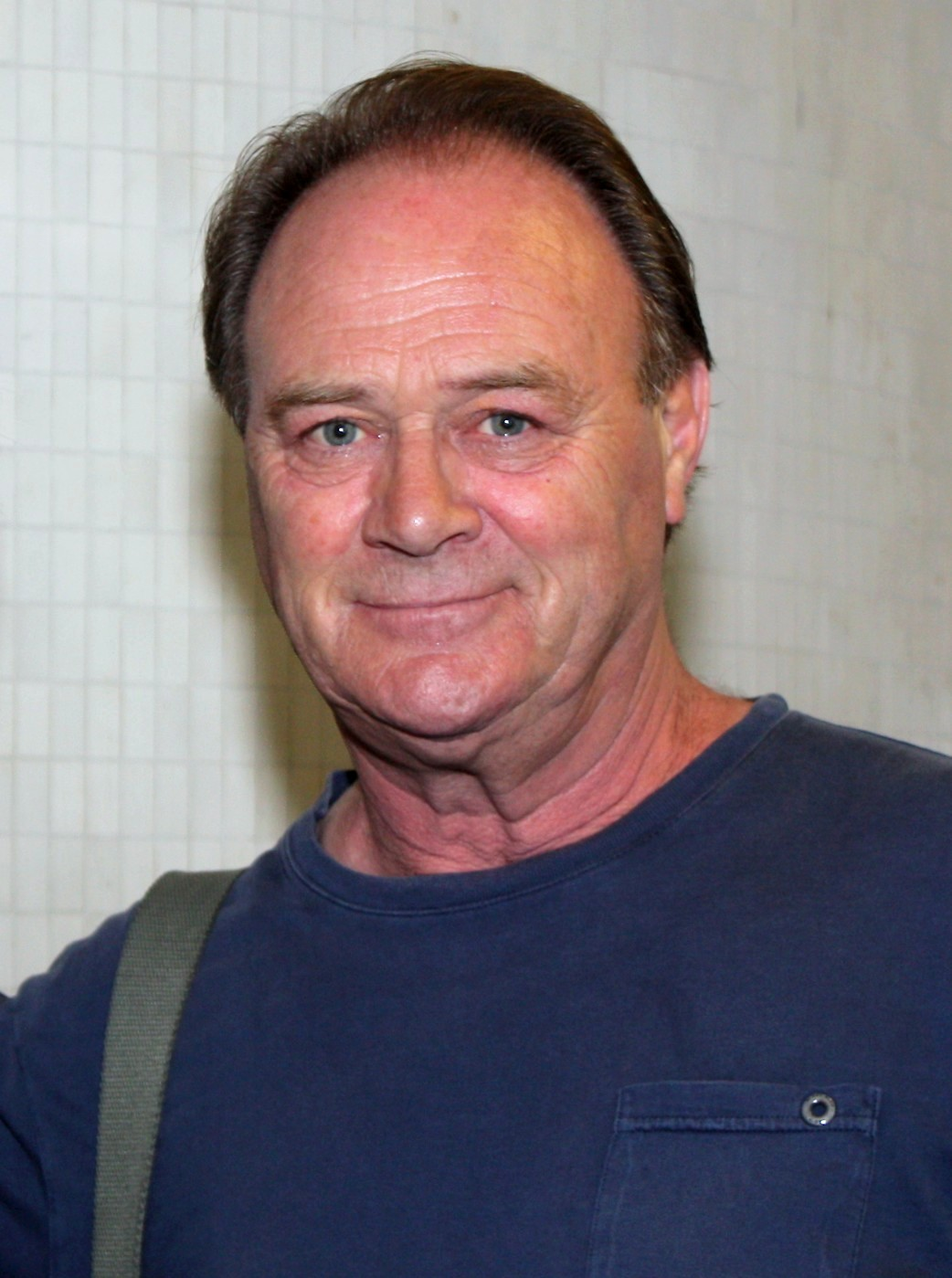
Christopher Cazenove (1943–2010)

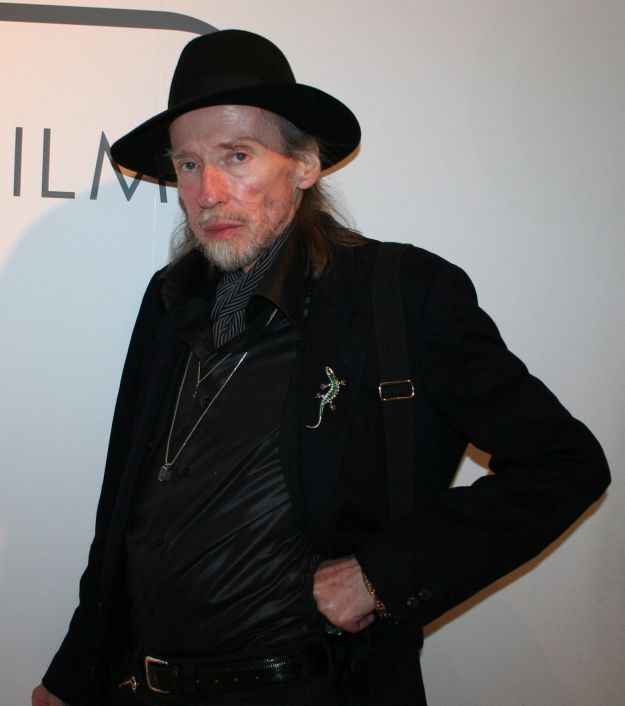
Werner Schroeter (1945–2010)

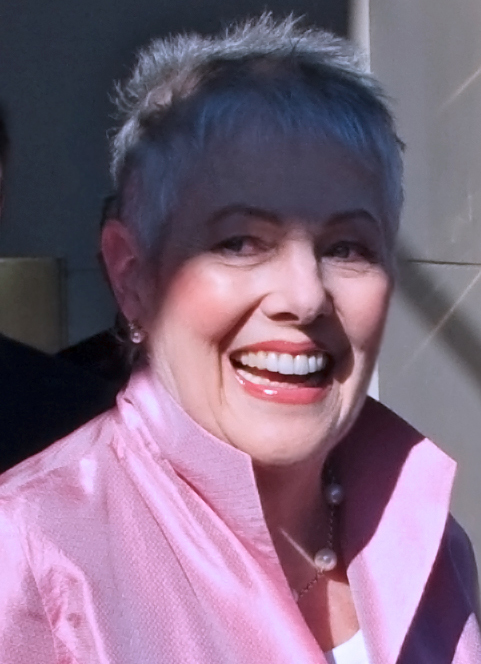
Lynn Redgrave (1943–2010)

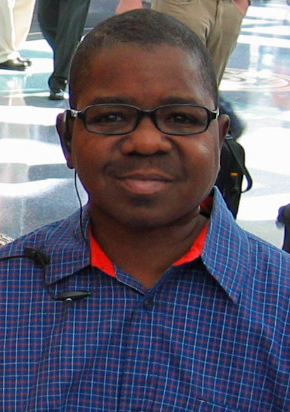
Gary Coleman (1968–2010)

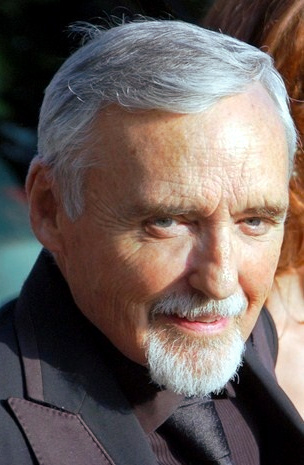
Dennis Hopper (1936–2010)

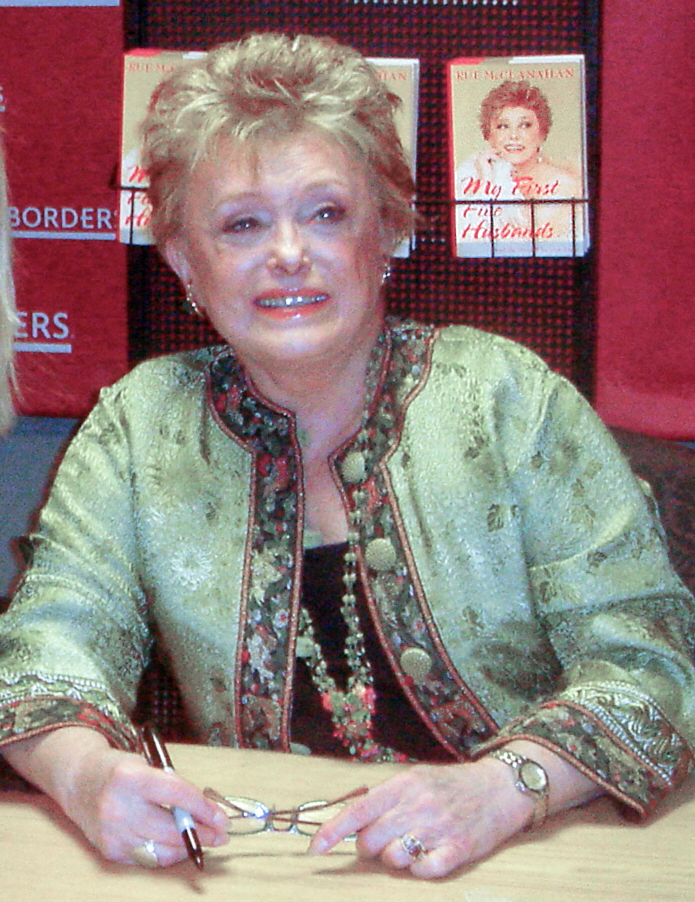
Rue McClanahan (1934–2010)

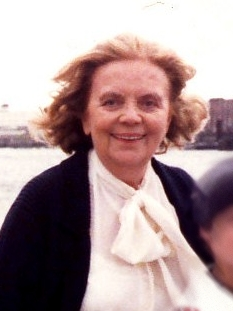
Heidi Kabel (1914–2010)

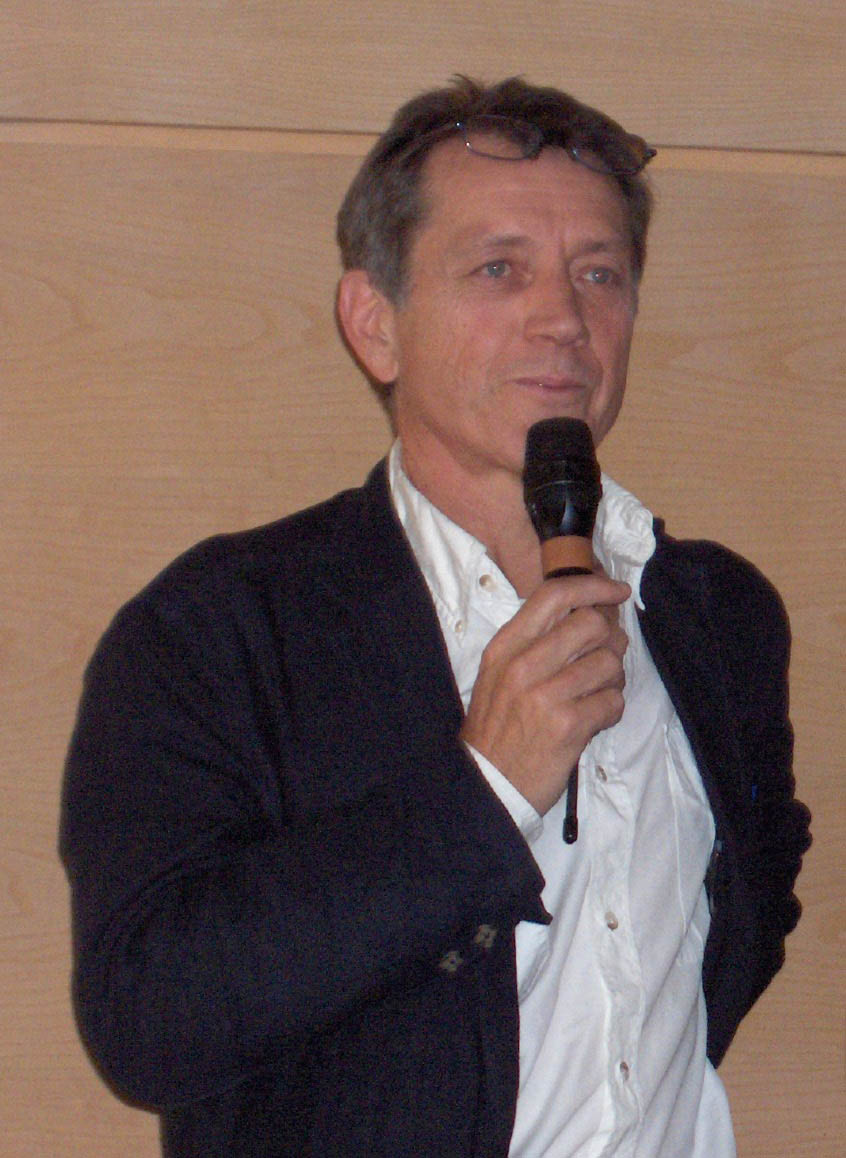
Bernard Giraudeau (1947–2010)

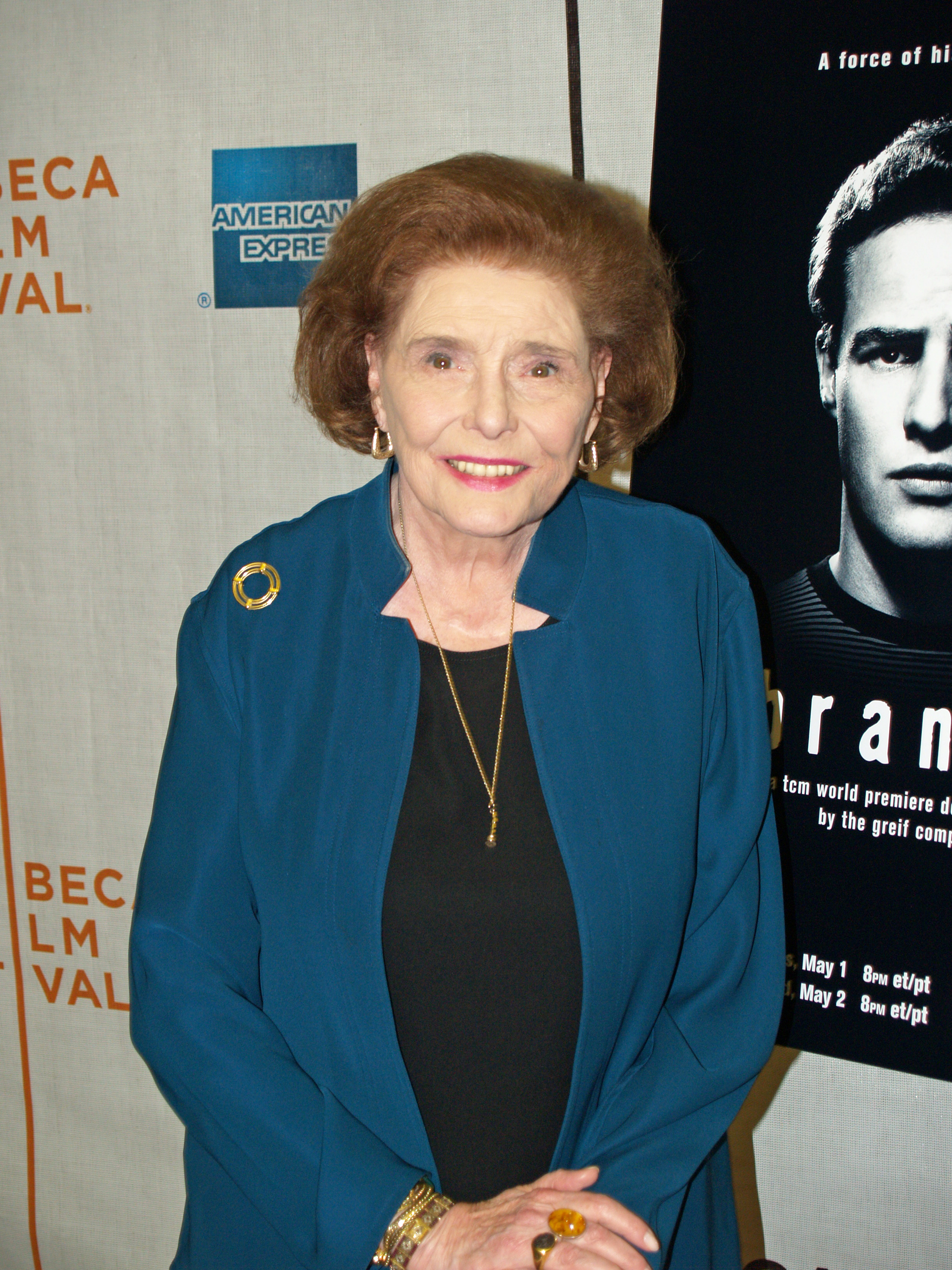
Patricia Neal (1926–2010)

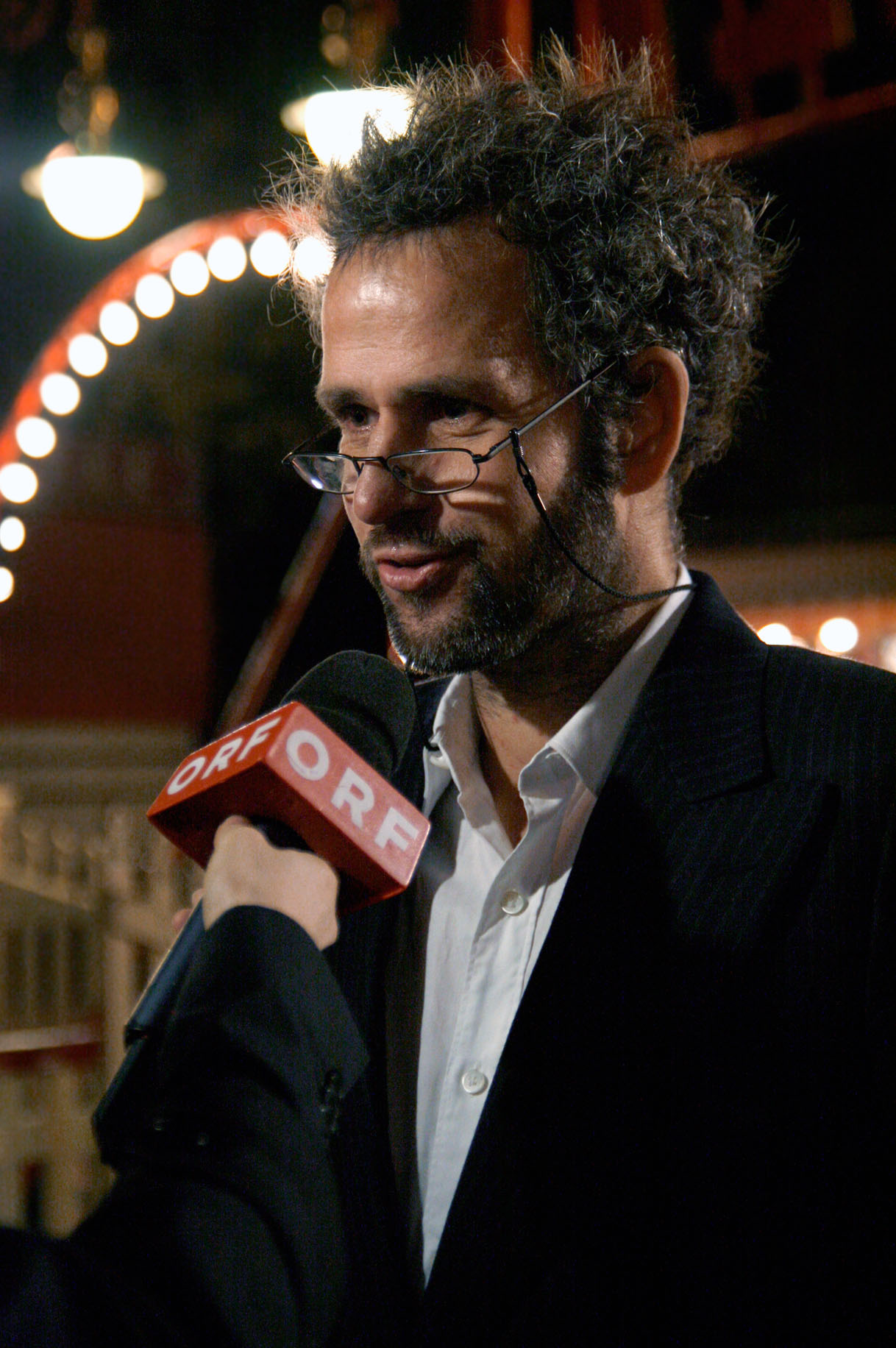
Christoph Schlingensief (1960–2010)

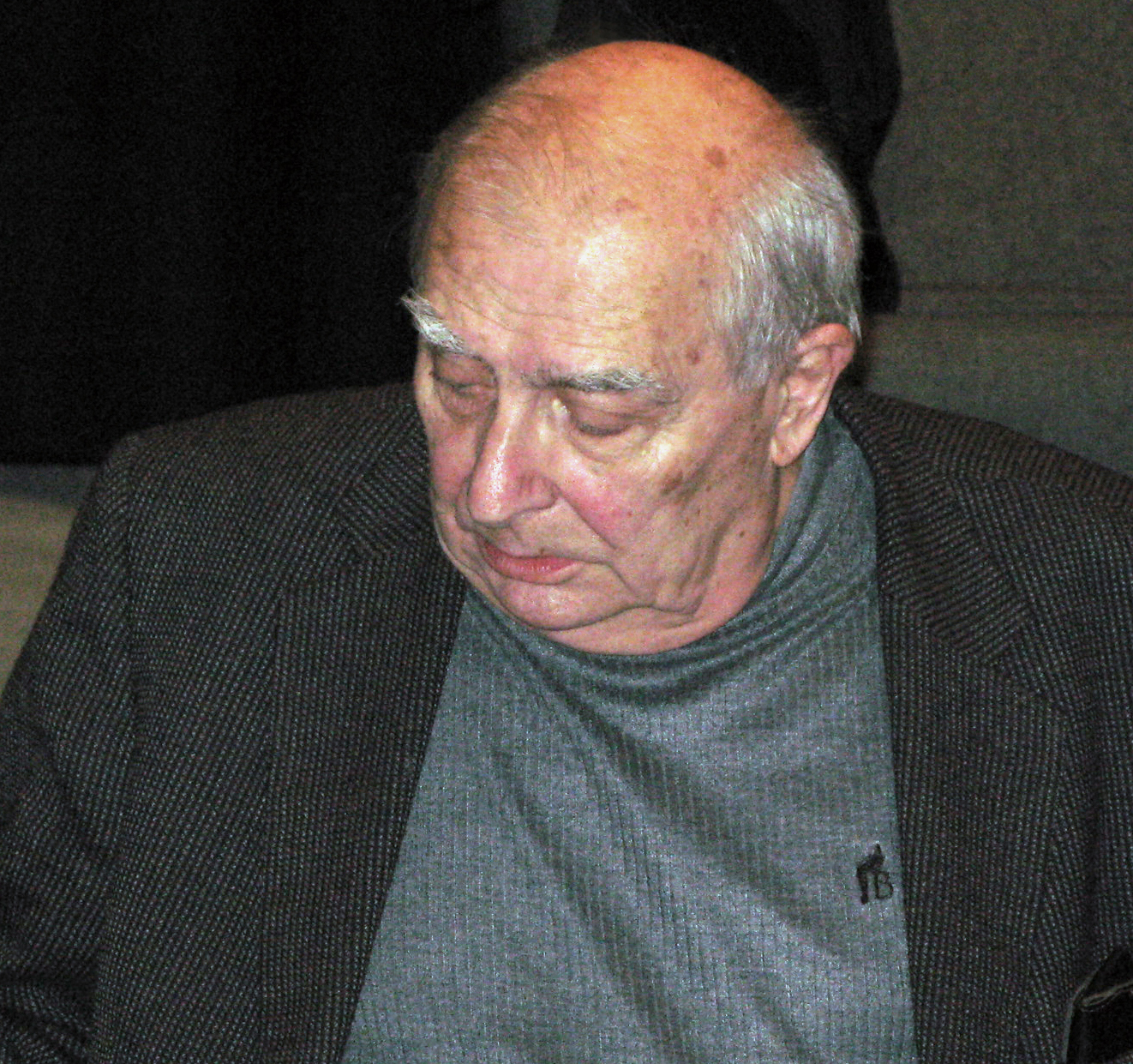
Claude Chabrol (1930–2010)

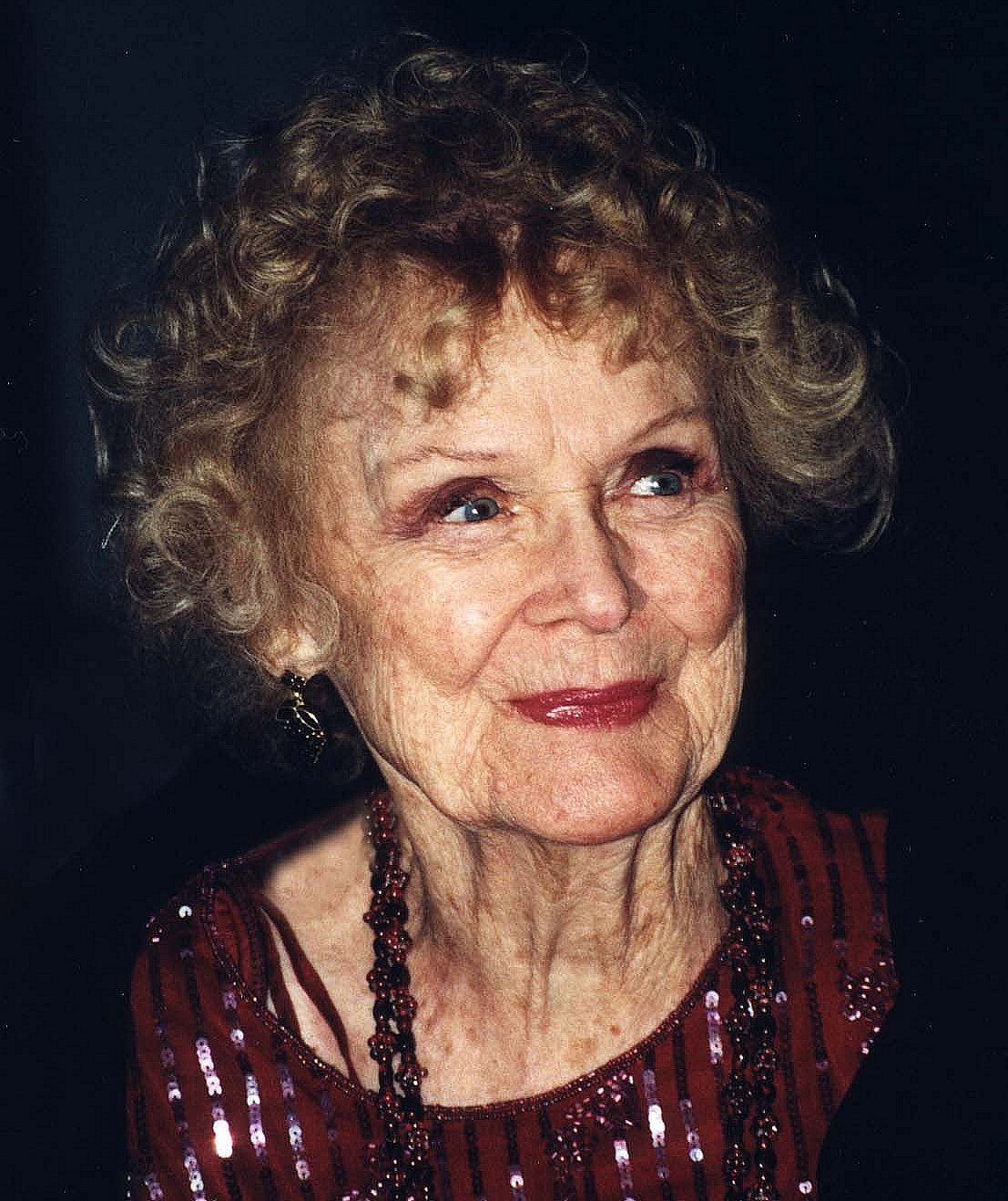
Gloria Stuart (1910–2010)

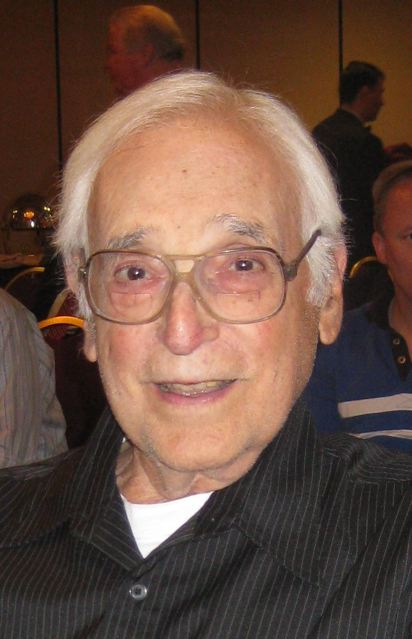
Harold Gould (1923–2010)

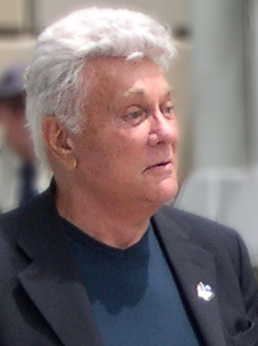
Tony Curtis (1925–2010)

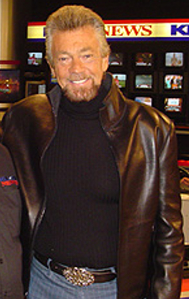
Stephen J. Cannell (1941–2010)

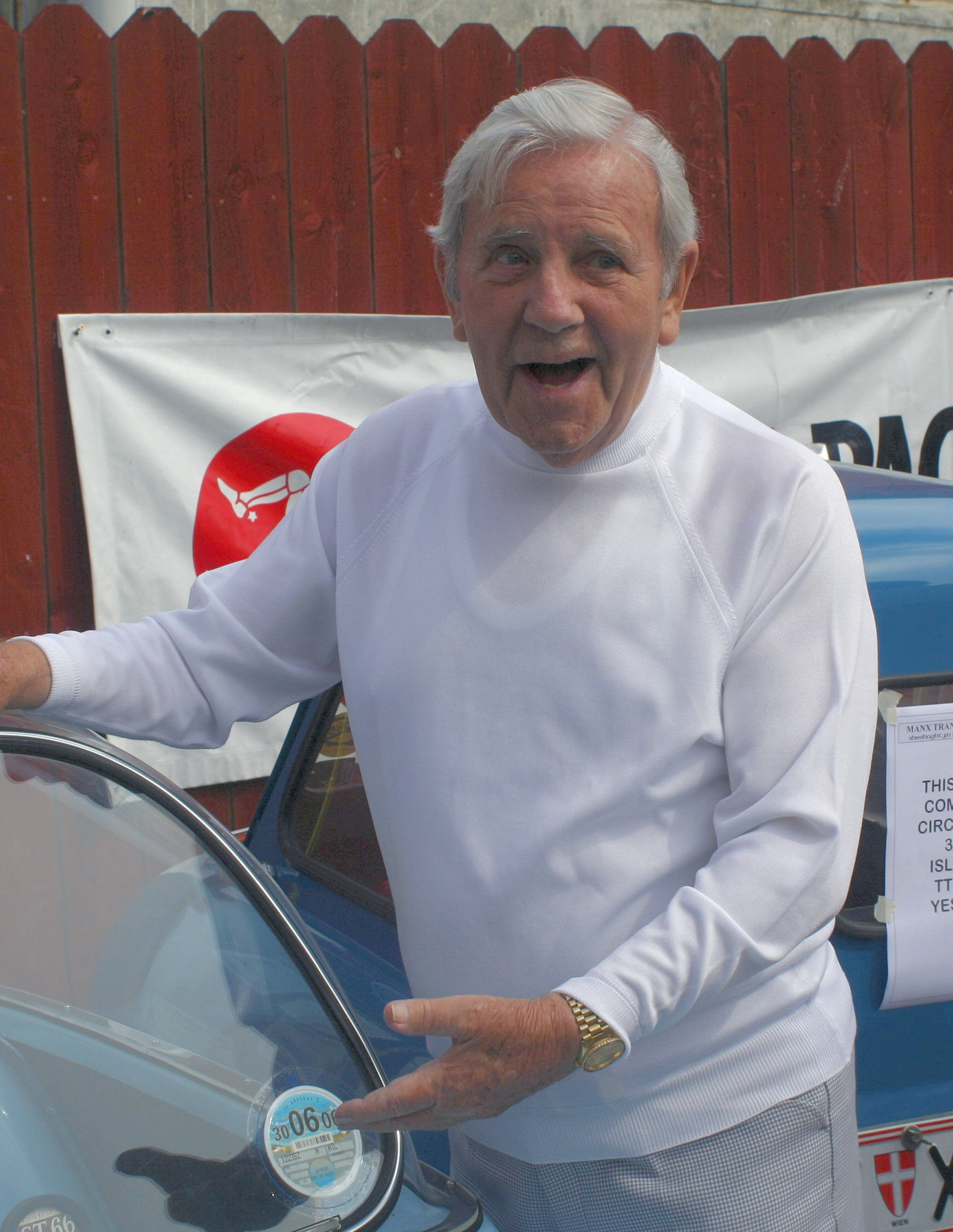
Norman Wisdom (1915–2010)

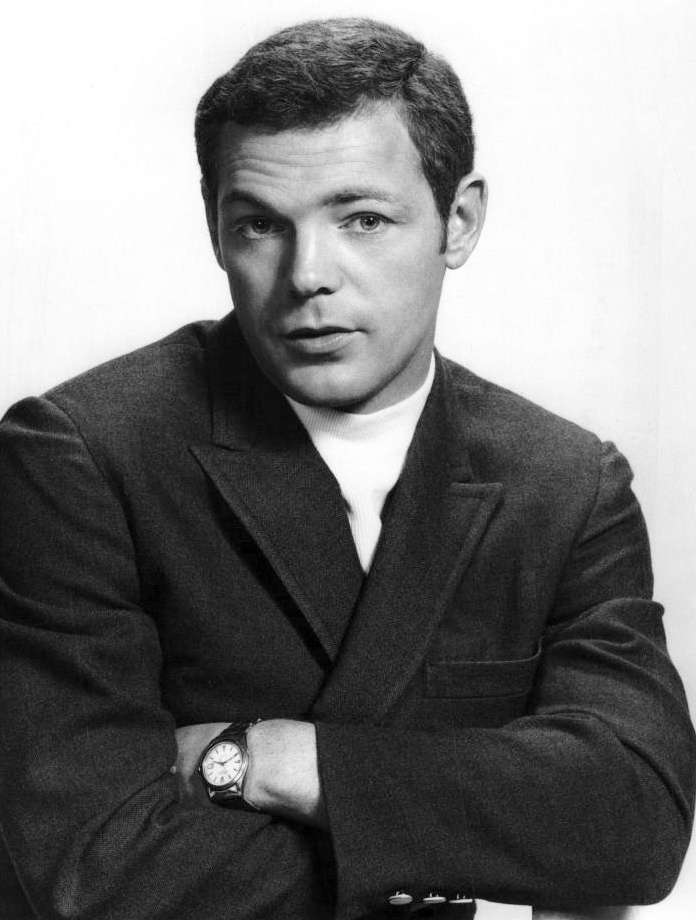
James MacArthur (1937–2010)

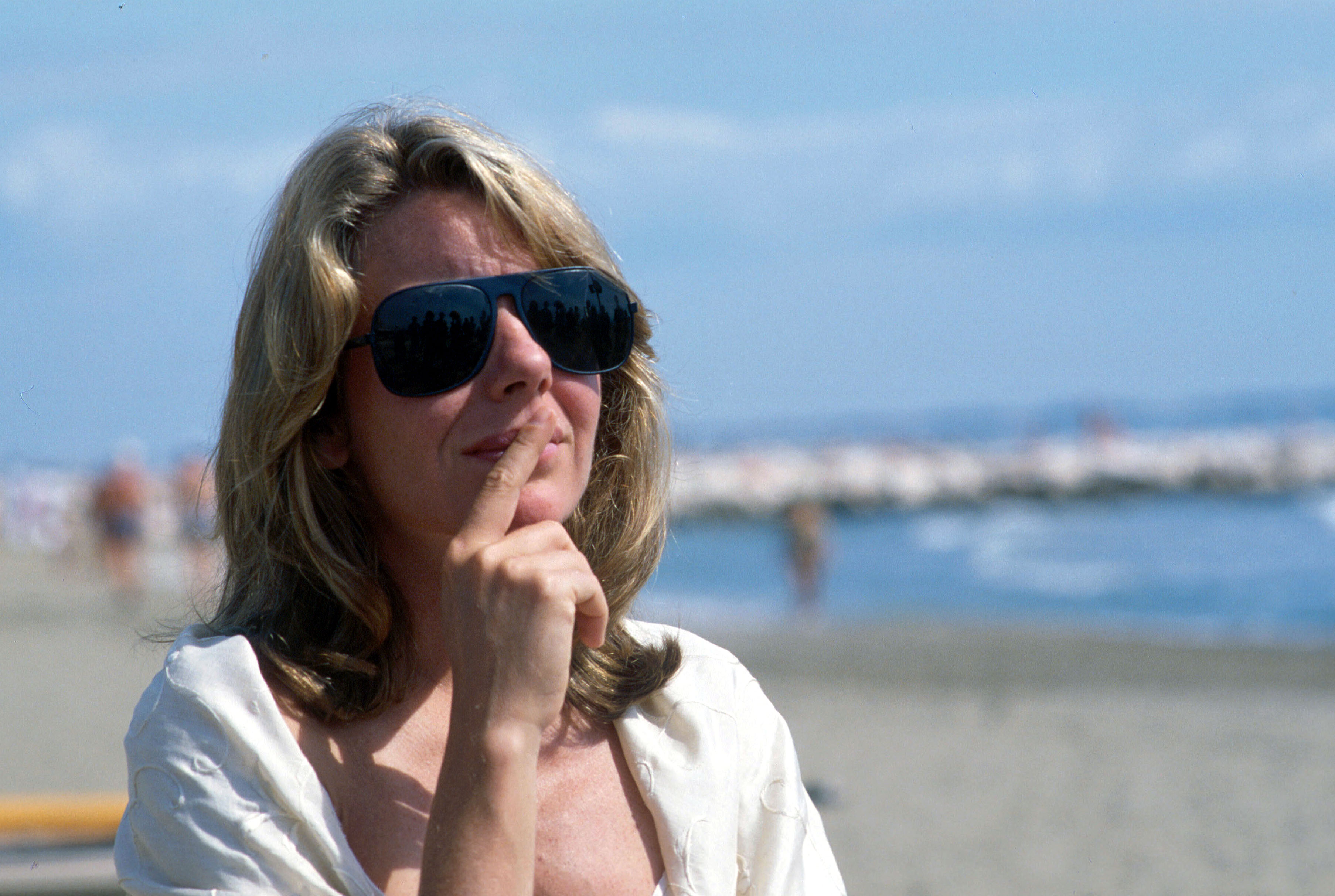
Jill Clayburgh (1944–2010)

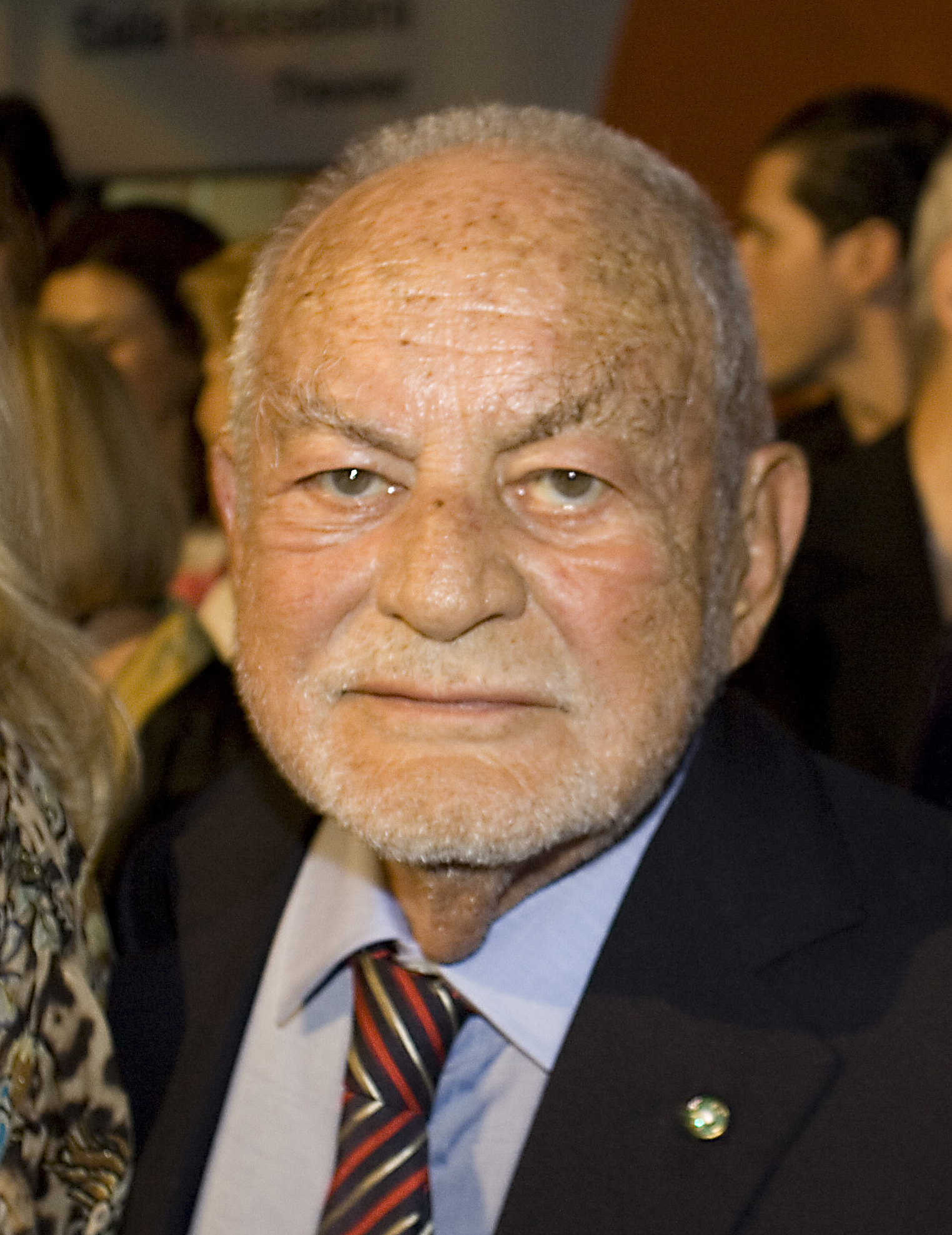
Dino De Laurentiis (1919–2010)

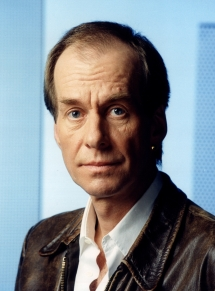
Wolfgang Lesowsky (1921–2010)

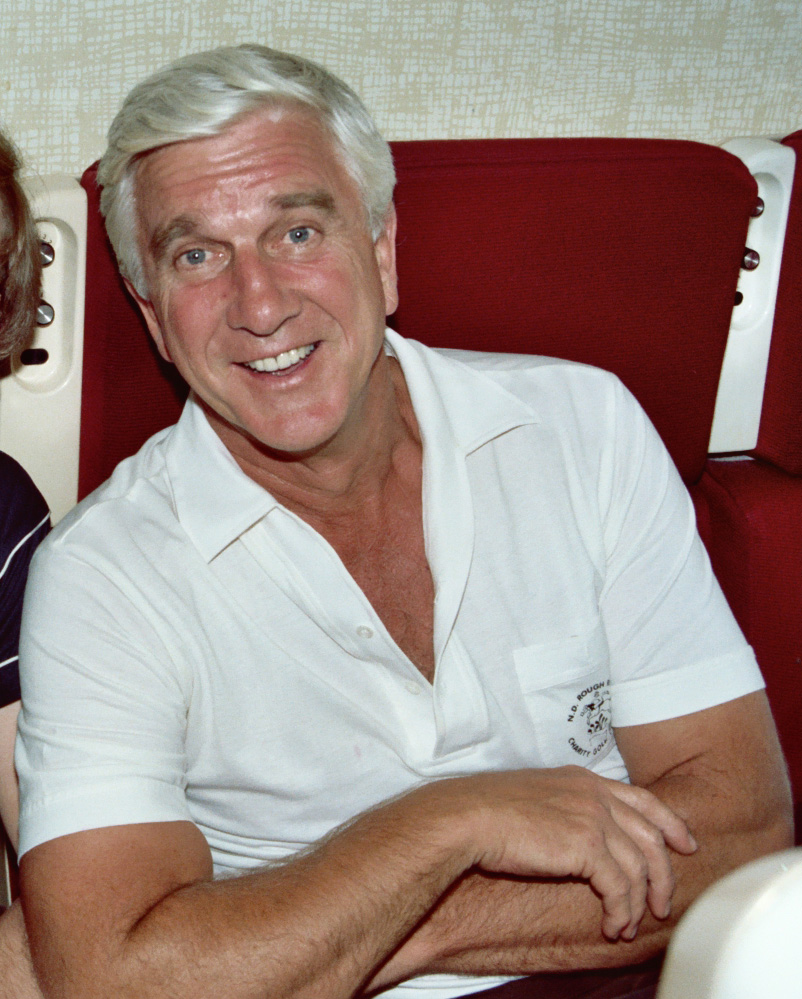
Leslie Nielsen (1926–2010)

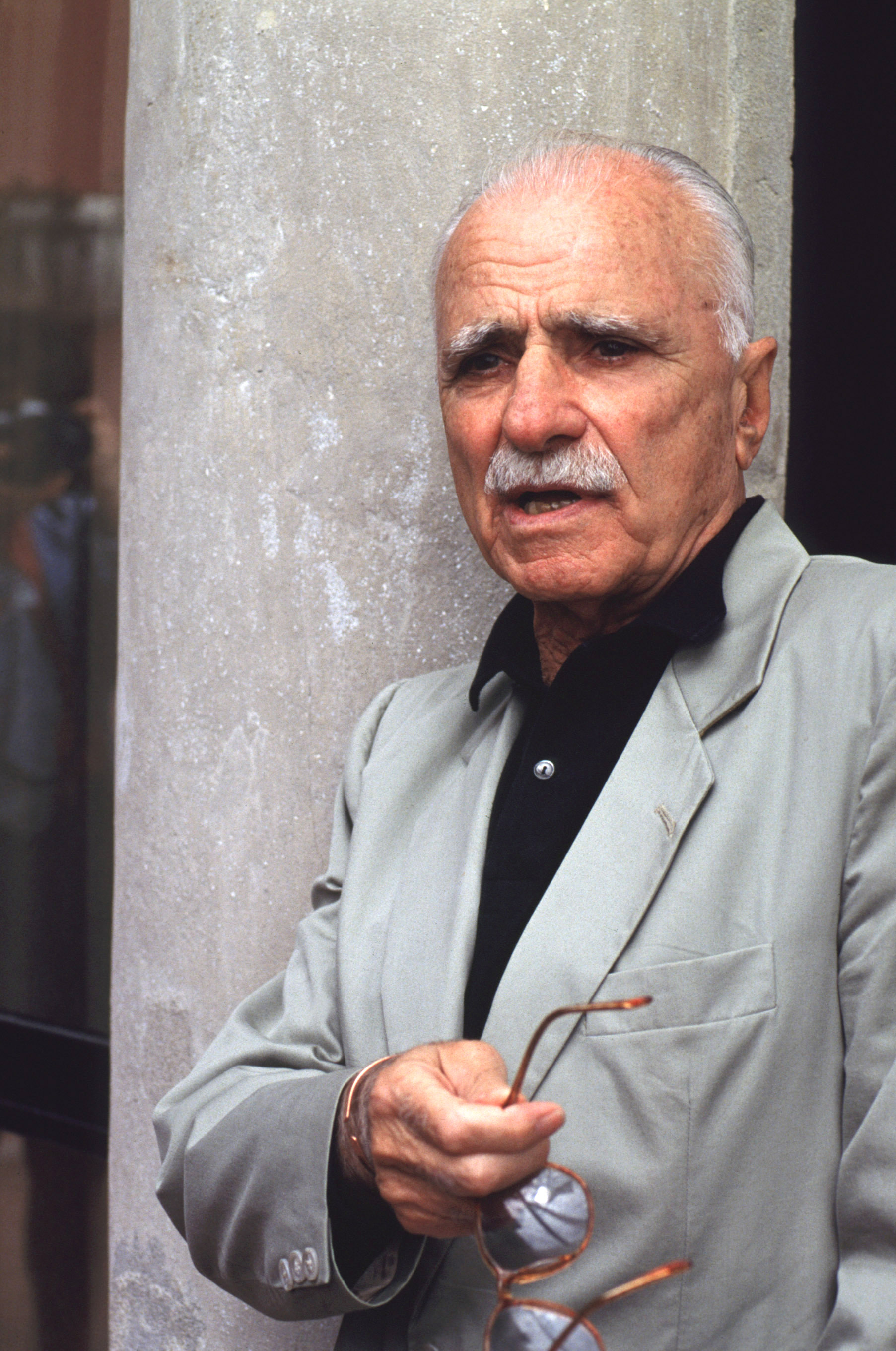
Mario Monicelli (1915–2010)

- 04. Januar: Donal Donnelly, britisch-irischer Schauspieler (* 1931)
- 11. Januar: Juliet Anderson, US-amerikanische Pornodarstellerin (* 1938)
- 11. Januar: Éric Rohmer, französischer Filmregisseur (* 1920)
- 14. Januar: Marika Rivera, französische Schauspielerin (* 1919)
- 14. Januar: Petra Schürmann, deutsche Schauspielerin (* 1933)
- 17. Januar: Erich Segal, US-amerikanischer Drehbuchautor (* 1937)
- 22. Januar: James Mitchell, US-amerikanischer Schauspieler (* 1920)
- 22. Januar: Johnny Seven, US-amerikanischer Schauspieler (* 1926)
- 22. Januar: Jean Simmons, britisch-amerikanische Schauspielerin (* 1929)
- 24. Januar: Maxime Leroux, französischer Schauspieler (* 1951)
- 24. Januar: Pernell Roberts, US-amerikanischer Schauspieler (* 1928)
- 26. Januar: Götz Kauffmann, österreichischer Schauspieler (* 1949)
- 27. Januar: Zelda Rubinstein, US-amerikanische Schauspielerin (* 1933)
- 31. Januar: Giulio Petroni, italienischer Regisseur (* 1917)
- 31. Januar: Pierre Vaneck, französischer Schauspieler (* 1931)

Februar
- 01. Februar: Rodolfo de Anda, mexikanischer Schauspieler (* 1943)
- 01. Februar: Justin Mentell, US-amerikanischer Schauspieler (* 1982)
- 01. Februar: Dieter Meichsner, deutscher Drehbuchautor (* 1928)
- 02. Februar: Bernard Kates, US-amerikanischer Schauspieler (* 1922)
- 03. Februar: Frances Reid, US-amerikanische Schauspielerin (* 1914)
- 03. Februar: Georges Wilson, französischer Schauspieler (* 1921)
- 05. Februar: Ian Carmichael, britischer Schauspieler (* 1920)
- 05. Februar: Sujit Kumar, indischer Schauspieler und Regisseur (* 1934)
- 08. Februar: David Froman, US-amerikanischer Schauspieler (* 1938)
- 08. Februar: Anna Wladlenowna Samochina, russische Schauspielerin (* 1963)
- 11. Februar: Mona Hofland, norwegische Schauspielerin (* 1929)
- 12. Februar: Grethe Sønck, dänische Schauspielerin (* 1929)
- 17. Februar: Kathryn Grayson, US-amerikanische Schauspielerin (* 1922)
- 19. Februar: Jamie Gillis, US-amerikanischer Pornodarsteller (* 1943)
- 19. Februar: Lionel Jeffries, britischer Schauspieler und Regisseur (* 1926)
- 22. Februar: Margret van Munster, deutsche Schauspielerin (* 1920)
- 23. Februar: Derek Vanlint, kanadischer Kameramann und Regisseur (* 1932)
- 25. Februar: Andrew Koenig, US-amerikanischer Schauspieler (* 1968)
- 27. Februar: Wladislaw Borissowitsch Galkin, russischer Schauspieler (* 1971)
- 27. Februar: Wendy Toye, britische Schauspielerin und Regisseurin (* 1917)
- 28. Februar: Martin Benson, britischer Schauspieler (* 1918)
- 28. Februar: Herbi Lips, schweizerischer Produzent (* 1936)
- 28. Februar: Herwig Seeböck, österreichischer Schauspieler (* 1939)

März
- 04. März: Nan Martin, US-amerikanische Schauspielerin (* 1927)
- 04. März: Wladimir Alexandrowitsch Tschebotarjow, sowjetischer Regisseur und Drehbuchautor (* 1921)
- 04. März: Inge Wolffberg, deutsche Schauspielerin, Synchronsprecherin und Kabarettistin (* 1921)
- 05. März: Dorothea Meissner, deutsche Schauspielerin (* 1949)
- 05. März: Richard Wyler, britischer Schauspieler (* 1923)
- 10. März: Corey Haim, kanadischer Schauspieler (* 1971)
- 10. März: Dorothy Janis, US-amerikanische Schauspielerin (* 1910)
- 10. März: Madeleine Marion, französische Schauspielerin (* 1929)
- 11. März: Paul Dunlap, US-amerikanischer Filmkomponist (* 1919)
- 11. März: Merlin Olsen, US-amerikanischer Schauspieler (* 1940)
- 14. März: Peter Graves, US-amerikanischer Schauspieler (* 1926)
- 18. März: Fess Parker, US-amerikanischer Schauspieler (* 1924)
- 23. März: Lauretta Masiero, italienische Schauspielerin (* 1927)
- 24. März: Robert Culp, US-amerikanischer Schauspieler (* 1930)
- 28. März: June Havoc, US-amerikanische Schauspielerin (* 1913)
- 30. März: Krzysztof Teodor Toeplitz, polnischer Drehbuchautor (* 1933)

### April bis Juni
April
- 01. April: John Forsythe, US-amerikanischer Schauspieler (* 1918)
- 05. April: Gisela Trowe, deutsche Schauspielerin (* 1922)
- 06. April: James Aubrey, britischer Schauspieler (* 1947)
- 06. April: Corin Redgrave, britischer Schauspieler (* 1939)
- 07. April: Christopher Cazenove, britischer Schauspieler (* 1943)
- 08. April: Andreas Kunze, deutscher Schauspieler (* 1952)
- 09. April: Meinhardt Raabe, US-amerikanischer Schauspieler (* 1915)
- 10. April: Dixie Carter, US-amerikanische Schauspielerin (* 1939)
- 10. April: Janusz Zakrzeński, polnischer Schauspieler (* 1936)
- 12. April: Werner Schroeter, deutscher Regisseur (* 1945)
- 13. April: Gerhard Zemann, österreichischer Schauspieler (* 1940)
- 17. April: Dede Allen, US-amerikanische Filmeditorin (* 1925)
- 17. April: Sotigui Kouyaté, burkinischer Schauspieler (* 1936)
- 17. April: Carl Macek, US-amerikanischer Drehbuchautor und Filmproduzent (* 1951)
- 20. April: Milan Herzog, US-amerikanischer Regisseur (* 1908)
- 24. April: Wojciech Siemion, polnischer Schauspieler (* 1928)
- 25. April: Dorothy Provine, US-amerikanische Schauspielerin (* 1935)
- 25. April: Alan Sillitoe, britischer Drehbuchautor (* 1928)
- 26. April: Karl Wesseler, deutscher Schauspieler und Regisseur (* 1929)
- 28. April: Furio Scarpelli, italienischer Drehbuchautor (* 1919)

Mai
- 01. Mai: Helen Wagner, US-amerikanische Schauspielerin (* 1918)
- 02. Mai: Lynn Redgrave, britische Schauspielerin (* 1943)
- 04. Mai: Brita Borg, schwedische Schauspielerin (* 1926)
- 04. Mai: William Lubtchansky, französischer Kameramann (* 1937)
- 06. Mai: Michael Telloke, deutscher Schauspieler und Synchronsprecher (* 1945)
- 07. Mai: Pamela Green, britische Schauspielerin (* 1929)
- 07. Mai: Adele Mara, US-amerikanische Schauspielerin (* 1923)
- 08. Mai: Pit Fischer, deutscher Bühnenbildner (* 1937)
- 08. Mai: Peer Schmidt, deutscher Schauspieler und Synchronsprecher (* 1926)
- 09. Mai: Lena Horne, US-amerikanische Schauspielerin (* 1917)
- 11. Mai: Massimo Sarchielli, italienischer Schauspieler (* 1931)
- 11. Mai: Doris Eaton Travis, US-amerikanische Schauspielerin (* 1904)
- 12. Mai: Phyllis Douglas, US-amerikanische Schauspielerin (* 1936)
- 12. Mai: Antonio Ozores, spanischer Schauspieler und Regisseur (* 1928)
- 13. Mai: Eddie Garrett, US-amerikanischer Schauspieler (* 1927)
- 15. Mai: Christian Habicht, deutscher Schauspieler (* 1952)
- 16. Mai: Horst Jaedicke, deutscher Filmproduzent (* 1924)
- 18. Mai: Edoardo Sanguineti, italienischer Drehbuchautor (* 1930)
- 23. Mai: Wilfried Labmeier, deutscher Schauspieler (* 1953)
- 23. Mai: Michail Filippowitsch Schatrow, russischer Drehbuchautor (* 1932)
- 26. Mai: Jean Constantin, rumänischer Schauspieler (* 1928)
- 26. Mai: Art Linkletter, US-amerikanischer Schauspieler (* 1912)
- 27. Mai: Peter Keefe, US-amerikanischer Filmproduzent (* 1953)
- 28. Mai: Gary Coleman, US-amerikanischer Schauspieler (* 1968)
- 29. Mai: Dennis Hopper, US-amerikanischer Schauspieler und Regisseur (* 1936)
- 29. Mai: Dany Mann, deutsche Schauspielerin (* 1938)
- 30. Mai: Joan Rhodes, britische Schauspielerin (* 1921)
- 31. Mai: William A. Fraker, US-amerikanischer Kameramann und Regisseur (* 1923)

Juni
- 01. Juni: Joseph Strick, US-amerikanischer Regisseur (* 1923)
- 02. Juni: Dorothy DeBorba, US-amerikanische Schauspielerin (* 1925)
- 03. Juni: Rue McClanahan, US-amerikanische Schauspielerin (* 1934)
- 05. Juni: Esma Agolli, albanische Schauspielerin (* 1928)
- 05. Juni: Arne Nordheim, norwegischer Komponist (* 1931)
- 08. Juni: Andreas Voutsinas, griechischer Schauspieler und Regisseur (* 1932)
- 10. Juni: Ginette Garcin, französische Schauspielerin (* 1928)
- 10. Juni: Rolf Jahncke, deutscher Schauspieler und Regisseur (* 1923)
- 12. Juni: Daisy d’Ora, deutsche Schauspielerin (* 1913)
- 12. Juni: Jerzy Stefan Stawiński, polnischer Drehbuchautor und Regisseur (* 1921)
- 15. Juni: Bekim Fehmiu, jugoslawischer Schauspieler (* 1936)
- 15. Juni: Heidi Kabel, deutsche Schauspielerin (* 1914)
- 16. Juni: Ronald Neame, britischer Regisseur und Kameramann (* 1911)
- 17. Juni: Elżbieta Czyżewska, polnische Schauspielerin (* 1938)
- 19. Juni: Ursula Thiess, deutsch-US-amerikanische Schauspielerin (* 1924)
- 20. Juni: Vladimír Dlouhý, tschechischer Schauspieler (* 1958)
- 20. Juni: Helmut Straßburger, deutscher Schauspieler (* 1930)
- 21. Juni: Tam White, schottischer Schauspieler und Musiker (* 1942)
- 23. Juni: Allyn Ferguson, US-amerikanischer Komponist (* 1924)
- 23. Juni: Frank Giering, deutscher Schauspieler (* 1971)
- 23. Juni: Pawel Ljubimow, russischer Regisseur und Drehbuchautor (* 1938)
- 24. Juni: Tomislav Gotovac, jugoslawischer Schauspieler (* 1937)
- 25. Juni: Alan Plater, britischer Drehbuchautor (* 1935)
- 26. Juni: Aldo Giuffrè, italienischer Schauspieler und Synchronsprecher (* 1924)
- 27. Juni: Corey Allen, US-amerikanischer Schauspieler und Regisseur (* 1934)
- 29. Juni: Guido Frei, schweizerischer Fernsehdirektor (* 1921)
- 30. Juni: Lolita, österreichische Schauspielerin (* 1931)
- 30. Juni: Elliott Kastner, US-amerikanischer Filmproduzent (* 1930)
- 30. Juni: Gordon Mulholland, britischer Schauspieler (* 1921)

### Juli bis September
Juli
- 01. Juli: Geoffrey Hutchings, britischer Schauspieler (* 1939)
- 01. Juli: Ilene Woods, US-amerikanische Schauspielerin (* 1929)
- 02. Juli: Beryl Bainbridge, britische Drehbuchautorin und Schauspielerin (* 1934)
- 02. Juli: Laurent Terzieff, französischer Schauspieler (* 1935)
- 05. Juli: David Fanshawe, britischer Komponist (* 1942)
- 06. Juli: Jan Blokker, niederländischer Drehbuchautor (* 1927)
- 06. Juli: Wolfgang Sörgel, deutscher Schauspieler (* 1931)
- 07. Juli: Bidsina Kwernadse, georgischer Komponist (* 1928)
- 08. Juli: Robert Freitag, österreichischer Schauspieler und Regisseur (* 1916)
- 09. Juli: Vonetta McGee, US-amerikanische Schauspielerin (* 1940)
- 10. Juli: Aldo Sambrell, spanischer Schauspieler und Regisseur (* 1937)
- 10. Juli: Robert Spillane, US-amerikanischer Schauspieler (* 1964)
- 11. Juli: Ferenc Kállai, ungarischer Schauspieler (* 1925)
- 11. Juli: Lucia Mureșan, rumänische Schauspielerin (* 1938)
- 12. Juli: Luigi Scattini, italienischer Regisseur (* 1927)
- 13. Juli: Alan Hume, britischer Kameramann (* 1924)
- 16. Juli: James Gammon, US-amerikanischer Schauspieler (* 1940)
- 17. Juli: Bernard Giraudeau, französischer Schauspieler (* 1947)
- 18. Juli: Renato De Carmine, italienischer Schauspieler und Synchronsprecher (* 1923)
- 18. Juli: Larry Keith, US-amerikanischer Schauspieler (* 1931)
- 19. Juli: Cécile Aubry, französische Schauspielerin (* 1928)
- 20. Juli: Dagmar Altrichter, deutsche Schauspielerin und Synchronsprecherin (* 1924)
- 21. Juli: Heinrich Schmieder, deutscher Schauspieler (* 1970)
- 23. Juli: María Teresa Rivas, mexikanische Schauspielerin (* 1918)
- 24. Juli: Mia Oremović, jugoslawische Schauspielerin (* 1918)
- 24. Juli: Véronique Silver, französische Schauspielerin (* 1931)
- 24. Juli: Igor Talankin, russischer Regisseur (* 1927)
- 27. Juli: Maury Chaykin, kanadischer Schauspieler (* 1949)
- 28. Juli: Raoul Billerey, französischer Schauspieler und Stuntman (* 1920)
- 29. Juli: António Feio, portugiesischer Schauspieler (* 1954)
- 30. Juli: Christian Pogats, österreichischer Schauspieler (* 1967)
- 31. Juli: Suso Cecchi D’Amico, italienische Drehbuchautorin (* 1914)
- 31. Juli: Tom Mankiewicz, US-amerikanischer Drehbuchautor und Regisseur (* 1942)
- 31. Juli: Mitch Miller, US-amerikanischer Musikproduzent und Schauspieler (* 1911)

August
- 01. August: Robert F. Boyle, US-amerikanischer Szenenbildner und Art Director (* 1909)
- 01. August: Helga Roloff, deutsche Schauspielerin (* 1923)
- 02. August: Silja Lésny, deutsche Schauspielerin (* 1923)
- 03. August: Sonja Hörbing, deutsche Schauspielerin (* 1934)
- 07. August: Bruno Cremer, französischer Schauspieler (* 1929)
- 08. August: Patricia Neal, US-amerikanische Schauspielerin (* 1926)
- 08. August: Jack Parnell, britischer Komponist (* 1923)
- 09. August: George DiCenzo, US-amerikanischer Schauspieler (* 1940)
- 10. August: Dana Dawson, US-amerikanische Schauspielerin (* 1974)
- 10. August: David L. Wolper, US-amerikanischer Filmproduzent (* 1928)
- 11. August: Bruno S., deutscher Schauspieler (* 1932)
- 14. August: Abbey Lincoln, US-amerikanische Schauspielerin (* 1930)
- 18. August: Rina Franchetti, italienische Schauspielerin (* 1907)
- 18. August: Efraim Sewela, russischer Drehbuchautor und Regisseur (* 1928)
- 19. August: Michael Been, US-amerikanischer Musiker, Filmkomponist und Schauspieler (* 1950)
- 21. August: Christoph Schlingensief, deutscher Regisseur, Drehbuchautor, Produzent und Schauspieler (* 1960)
- 22. August: Conny Stuart, niederländische Schauspielerin (* 1913)
- 23. August: George David Weiss, US-amerikanischer Komponist (* 1921)
- 24. August: Satoshi Kon, japanischer Drehbuchautor und Regisseur (* 1963)
- 24. August: Jenny Pippal, österreichische Synchronsprecherin und Schauspielerin (* 1946)
- 27. August: Ueli Beck, schweizerischer Schauspieler (* 1930)
- 27. August: Anton Geesink, niederländischer Schauspieler (* 1934)
- 30. August: Alain Corneau, französischer Regisseur und Drehbuchautor (* 1943)
- 30. August: Bob Lenox, US-amerikanischer Komponist und Schauspieler (* 1944)
- 30. August: René Scheibli, schweizerischer Schauspieler (* 1936)
- 31. August: Mick Lally, irischer Schauspieler (* 1945)

September
- 01. September: Cammie King, US-amerikanische Schauspielerin und Synchronsprecherin (* 1934)
- 07. September: Clive Donner, britischer Filmregisseur und Filmeditor (* 1926)
- 07. September: Glenn Shadix, US-amerikanischer Schauspieler (* 1952)
- 07. September: Piero Vivarelli, italienischer Regisseur und Drehbuchautor (* 1927)
- 08. September: Jenny Alpha, französische Schauspielerin (* 1910)
- 09. September: Geoffrey Foot, britischer Filmeditor (* 1915)
- 10. September: Rade Marković, jugoslawischer Schauspieler (* 1921)
- 11. September: Harold Gould, US-amerikanischer Schauspieler (* 1923)
- 11. September: Kevin McCarthy, US-amerikanischer Schauspieler (* 1914)
- 12. September: Claude Chabrol, französischer Regisseur (* 1930)
- 14. September: Caterina Boratto, italienische Schauspielerin (* 1915)
- 15. September: Gerlach Fiedler, deutscher Schauspieler, Regisseur und Synchronsprecher (* 1925)
- 16. September: Martin Štěpánek, tschechischer Schauspieler (* 1947)
- 18. September: James Bacon, US-amerikanischer Schauspieler (* 1914)
- 21. September: Geoffrey Burgon, britischer Komponist (* 1941)
- 21. September: John Crawford, US-amerikanischer Schauspieler (* 1920)
- 21. September: Sandra Mondaini, italienische Schauspielerin (* 1931)
- 22. September: Jackie Burroughs, kanadische Schauspielerin (* 1939)
- 22. September: Giant González, argentinischer Schauspieler (* 1966)
- 23. September: Malcolm Douglas, australischer Regisseur (* 1941)
- 24. September: Oswalt Kolle, deutscher Drehbuchautor und Produzent (* 1928)
- 26. September: Gloria Stuart, US-amerikanische Schauspielerin (* 1910)
- 28. September: Sally Menke, US-amerikanische Filmeditorin (* 1953)
- 28. September: Arthur Penn, US-amerikanischer Regisseur (* 1922)
- 29. September: Vincenzo Crocitti, italienischer Schauspieler (* 1949)
- 29. September: Tony Curtis, US-amerikanischer Schauspieler (* 1925)
- 29. September: Joe Mantell, US-amerikanischer Schauspieler (* 1915)
- 30. September: Stephen J. Cannell, US-amerikanischer Produzent und Schauspieler (* 1941)

### Oktober bis Dezember
Oktober
- 01. Oktober: William W. Norton, US-amerikanischer Drehbuchautor (* 1925)
- 01. Oktober: Michail Michailowitsch Roschtschin, russischer Drehbuchautor (* 1933)
- 03. Oktober: Helga Göring, deutsche Schauspielerin (* 1922)
- 04. Oktober: Norman Wisdom, britischer Schauspieler (* 1915)
- 05. Oktober: Roy Ward Baker, britischer Regisseur und Produzent (* 1916)
- 05. Oktober: Hanno Brühl, deutscher Regisseur (* 1937)
- 05. Oktober: Robert Dietl, österreichischer Schauspieler und Synchronsprecher (* 1932)
- 06. Oktober: Colette Renard, französische Schauspielerin (* 1924)
- 07. Oktober: Metring David, philippinische Schauspielerin (* 1920)
- 08. Oktober: Nils Hallberg, schwedischer Schauspieler (* 1921)
- 09. Oktober: Joan Sutherland, australische Schauspielerin (* 1926)
- 12. Oktober: Manuel Alexandre, spanischer Schauspieler (* 1917)
- 12. Oktober: Angelo Infanti, italienischer Schauspieler (* 1939)
- 13. Oktober: Carla Del Poggio, italienische Schauspielerin (* 1925)
- 13. Oktober: Heinz Draehn, deutscher Schauspieler (* 1921)
- 13. Oktober: Jiří Křižan, tschechischer Drehbuchautor (* 1941)
- 14. Oktober: Thomas Fuchsberger, deutscher Komponist und Schauspieler (* 1957)
- 14. Oktober: Simon MacCorkindale, britischer Schauspieler und Regisseur (* 1952)
- 15. Oktober: Johnny Sheffield, US-amerikanischer Schauspieler (* 1931)
- 16. Oktober: Barbara Billingsley, US-amerikanische Schauspielerin (* 1915)
- 16. Oktober: Chao-Li Chi, US-amerikanischer Schauspieler (* 1929)
- 16. Oktober: Thomas Harlan, deutscher Regisseur und Autor (* 1929)
- 17. Oktober: Francesco Scardamaglia, italienischer Drehbuchautor, Produzent und Regisseur (* 1945)
- 18. Oktober: Jack Lemaire, US-amerikanischer Schauspieler (* 1911)
- 19. Oktober: Tom Bosley, US-amerikanischer Schauspieler (* 1927)
- 19. Oktober: Heinz Giese, deutscher Schauspieler und Synchronsprecher (* 1919)
- 20. Oktober: Bob Guccione, US-amerikanischer Regisseur und Produzent (* 1930)
- 20. Oktober: Robert Paynter, britischer Kameramann (* 1928)
- 24. Oktober: Lamont Johnson, US-amerikanischer Regisseur (* 1922)
- 24. Oktober: Joseph Stein, US-amerikanischer Drehbuchautor (* 1912)
- 27. Oktober: Lisa Blount, US-amerikanische Schauspielerin und Filmproduzentin (* 1957)
- 27. Oktober: Denise Borino-Quinn, US-amerikanische Schauspielerin (* 1964)
- 28. Oktober: Robert Ellenstein, US-amerikanischer Schauspieler (* 1923)
- 28. Oktober: James MacArthur, US-amerikanischer Schauspieler (* 1937)
- 30. Oktober: George Hickenlooper, US-amerikanischer Regisseur (* 1963)

November
- 01. November: Shannon Tavárez, US-amerikanische Kinderdarstellerin (* 1999)
- 02. November: Jerry Bock, US-amerikanischer Komponist (* 1928)
- 05. November: Jill Clayburgh, US-amerikanische Schauspielerin (* 1944)
- 05. November: Paco Marsó, spanischer Schauspieler (* 1947)
- 06. November: Ezard Haußmann, deutscher Schauspieler (* 1935)
- 11. November: Dino De Laurentiis, italienischer Filmproduzent (* 1919)
- 11. November: Marie Osborne, US-amerikanische Schauspielerin (* 1911)
- 13. November: Luis García Berlanga, spanischer Filmregisseur (* 1921)
- 13. November: Wolfgang Lesowsky, österreichischer Regisseur und Schauspieler (* 1942)
- 14. November: Wolfgang Kolneder, österreichischer Regisseur (* 1943)
- 15. November: Roberto Pregadio, italienischer Komponist (* 1928)
- 16. November: Roberto Risso, italienischer Schauspieler (* 1925)
- 17. November: N. Viswanathan, indischer Schauspieler (* 1929)
- 20. November: Heinz Weiss, deutscher Schauspieler (* 1921)
- 21. November: Norris Church Mailer, US-amerikanische Schauspielerin (* 1949)
- 22. November: Julien Guiomar, französischer Schauspieler (* 1928)
- 23. November: Ingrid Pitt, britisch-polnische Schauspielerin (* 1937)
- 24. November: John McGreevey, US-amerikanischer Drehbuchautor (* 1922)
- 25. November: Michael Gahr, deutscher Schauspieler (* 1939)
- 26. November: Palle Huld, dänischer Schauspieler (* 1912)
- 27. November: Irvin Kershner, US-amerikanischer Regisseur und Schauspieler (* 1923)
- 28. November: Andrej Botaschow, bulgarischer Schauspieler (* 1965)
- 28. November: Giorgos Fountas, griechischer Schauspieler (* 1924)
- 28. November: Leslie Nielsen, kanadisch-US-amerikanischer Schauspieler (* 1926)
- 29. November: Mario Monicelli, italienischer Regisseur und Drehbuchautor (* 1915)

Dezember
- 02. Dezember: Fritz von Hardenberg, deutscher Schauspieler und Synchronsprecher (* 1954)
- 02. Dezember: Alfred Müller, deutscher Schauspieler (* 1926)
- 05. Dezember: John Leslie, US-amerikanischer Pornodarsteller (* 1945)
- 05. Dezember: Virgílio Teixeira, portugiesischer Schauspieler (* 1917)
- 07. Dezember: Walter Buschhoff, deutscher Schauspieler (* 1923)
- 07. Dezember: Gus Mercurio, australischer Schauspieler (* 1928)
- 09. Dezember: Alexander Kerst, österreichischer Schauspieler (* 1924)
- 11. Dezember: Urszula Modrzyńska, polnische Schauspielerin (* 1928)
- 12. Dezember: Hans-Jürgen Haug, deutscher Dokumentarfilmer (* 1946)
- 15. Dezember: Blake Edwards, US-amerikanischer Regisseur und Schauspieler (* 1922)
- 15. Dezember: Günther Grabbert, deutscher Schauspieler (* 1931)
- 15. Dezember: Jean Rollin, französischer Regisseur (* 1938)
- 17. Dezember: Lina Romay, US-amerikanische Schauspielerin (* 1919)
- 21. Dezember: Marcia Lewis, US-amerikanische Schauspielerin (* 1938)
- 25. Dezember: Jens Scheiblich, deutscher Schauspieler (* 1942)
- 26. Dezember: Dary Reis, brasilianischer Schauspieler (* 1926)
- 27. Dezember: Bernard-Pierre Donnadieu, französischer Schauspieler (* 1949)
- 28. Dezember: Hideko Takamine, japanische Schauspielerin (* 1924)
- 29. Dezember: Bill Erwin, US-amerikanischer Schauspieler (* 1914)
- 30. Dezember: Per Oscarsson, schwedischer Schauspieler und Regisseur (* 1927)
- 31. Dezember: Heinz Schimmelpfennig, deutscher Schauspieler und Regisseur (* 1919)